# スモッグ

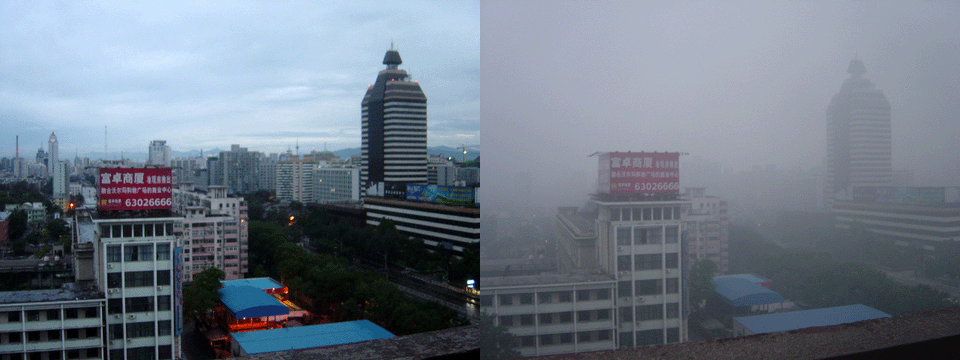
北京のスモッグ。
左の写真は、右の濃いスモッグの写真を撮った後、雨が数日降り続いた後に同じ場所を撮ったもの。
（2005年8月）

スモッグ（英: smog）とは、大気中に大気汚染物質が浮遊しているため周囲の見通し（視程）が低下している状態を指す言葉であり、高濃度の大気汚染の1種である。

## 概要

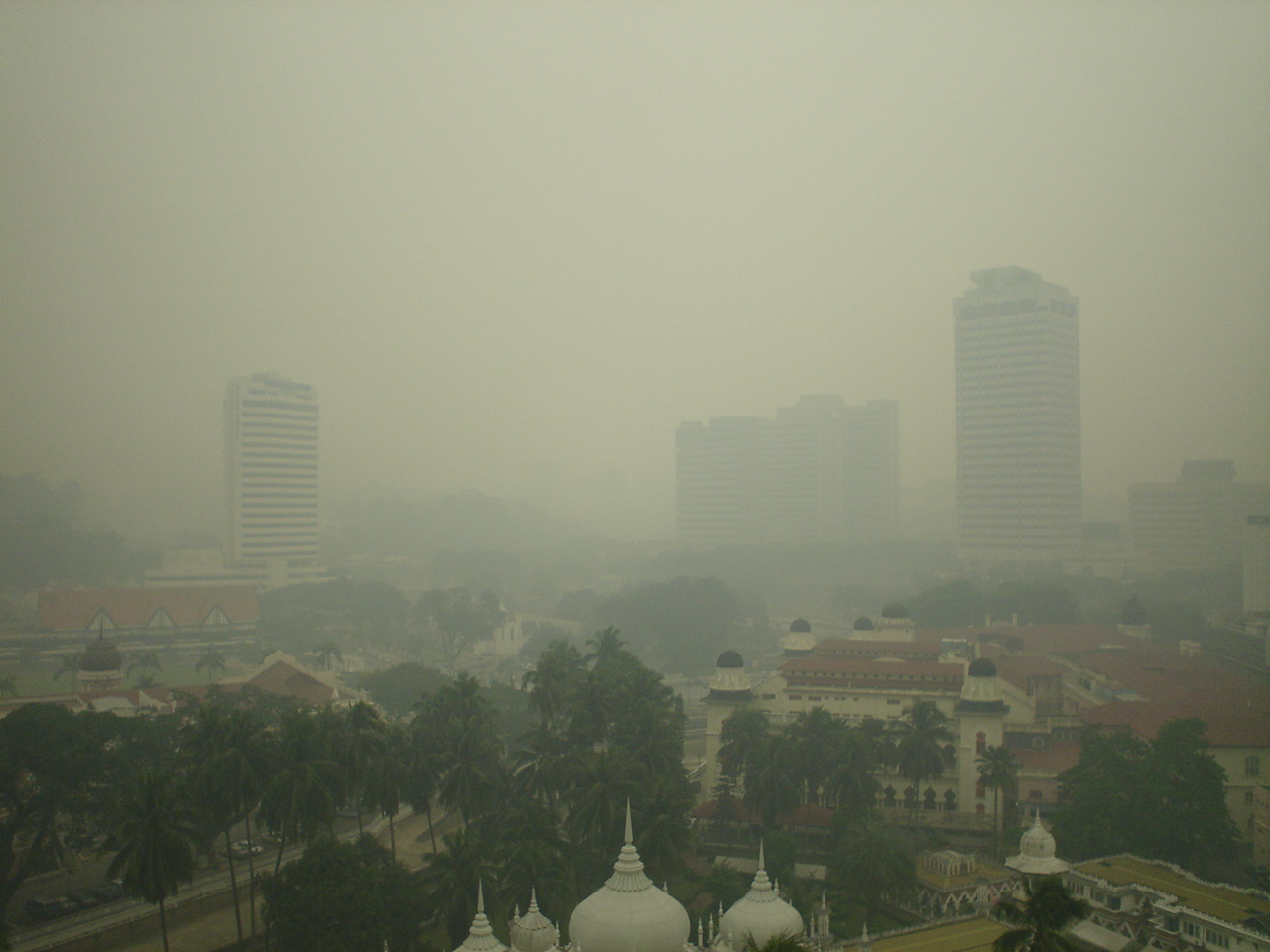
マレーシア・クアラルンプールのスモッグ。
東南アジアでは泥炭や森林の火災の煙による越境汚染が問題となっている。

Smoke（煙）と fog（霧）を合成したかばん語（混成語）である。1905年にイギリス・ロンドンの医師H. A. デ・ボー（H. A. Des Voeux）がロンドンの汚れた空気に対して用いたのが最初とされる。デ・ボーは後の1911年、マンチェスターで行われた煙の汚染に関する会議において、1909年秋に1,000人以上が死亡したグラスゴーとエディンバラの汚染に対してもスモッグの語を用い、これをきっかけとしてスモッグの語が広まったとされている。
スモッグと煙霧（haze）は似ているが同一ではない。スモッグは大気汚染により視程が低下している状態、煙霧は乾いた微粒子により視程が低下している状態を言い、定義の範囲が重複しているがずれている。例えば、霧を伴うスモッグは煙霧ではない（霧や靄となる）が、霧を伴わないスモッグは煙霧である。また、煙霧は大気汚染以外に、砂塵（黄砂など）や火山灰などの微粒子により視程が低下している状態も指す。

## 歴史
歴史的経緯からスモッグは2種類に分けられる。一つは、煤煙（煤）や硫黄酸化物を主体とし黒色系で霧を伴うもので、「黒いスモッグ」あるいは「ロンドン型スモッグ」と言う。もう一つは、光化学オキシダントや硫黄酸化物を主体とし白色系で霧を伴わないもので、「白いスモッグ」あるいは「ロサンゼルス型スモッグ」と言う。

### 黒いスモッグ

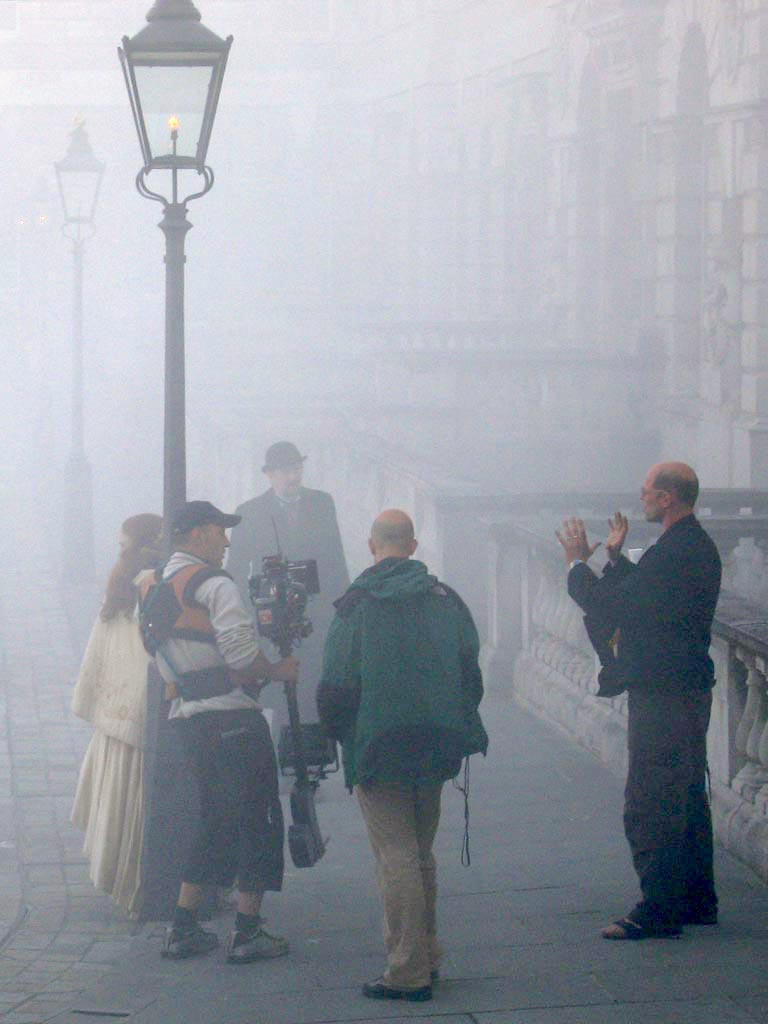
ヴィクトリア時代のロンドンは、立ち込めるスモッグで悪名高かった。
この写真はドラマの演出で当時のスモッグを再現したもの。

ロンドンの市街地では産業革命の前から、石炭を燃やした際に出る煙による大気の汚れが問題となっていた。19世紀に入ると、死者数が発表されるなど深刻さを増していた。ロンドンはイギリス国内でも霧が多いことが知られているが、この霧と煙の微粒子が混じったものが滞留する汚染が発生、呼吸器疾患などの健康被害が発生していた。
1905年に“スモッグ”の語が登場、この用語はロンドンだけではなく世界各地の都市などで発生していた煙と霧の混じった汚染された大気に対して用いられるようになった。後に霧を伴わないスモッグが登場したことから、この種のスモッグは「黒いスモッグ」あるいは「ロンドン型スモッグ」と呼ぶようになった。
この種のスモッグで最大の被害を出したのは、「ロンドンスモッグ事件」である。1952年12月、ロンドンで二酸化硫黄（亜硫酸ガス）を多く含んだ濃いスモッグが5日間にわたって停滞、死者は4,000人に達した。更に、冬の期間全体では1万人以上に達した。これを教訓として行政は本格的な規制を開始、1954年にロンドン市会で初めて煤煙の排出規制を盛り込んだ条例を制定、1956年にはイギリス国会で大気浄化法（Clean Air Act 1956）を制定している。
黒いスモッグは単に煤煙と霧が混合したものではない。煤煙に含まれる二酸化硫黄（亜硫酸ガス）は、大気中で変化を起こして硫酸塩の微粒子となる。湿度の高い大気中では、硫酸塩は凝結核となって吸湿・酸化し硫酸ミストと呼ばれる水滴を形成する。黒いスモッグの霧の水滴には、この硫酸ミストが多く含まれていると考えられている。さらに、硫酸塩は他の微粒子と凝集して、硫酸塩を含んだ微粒子となる。これらの多くは肺の奥にまで到達する大きさの粒子状物質であり、呼吸障害などを引き起こして急性の健康被害の原因となる。ロンドンスモッグのような大規模な黒いスモッグの被害も、この硫酸塩生成物が大きく関わっていたと考えられている。
先進国では20世紀中盤から、燃料が石炭中心から石油中心に切り替わった事に伴い、煤煙の排出量が減少し、黒いスモッグは減少していった。しかし、二酸化硫黄の排出量は目立って削減されず、この後「白いスモッグ」が深刻化する事になる。
日本では19世紀終盤に工業化に伴い煤煙の排出が増えて問題となり始めた。黒いスモッグは1950年代 - 1960年代にピークとなった。観測データ上は、例えば東京では濃煙霧（当時は汚染物質の観測がされていなかったことから、煙霧の日数を用いた）の日数は1959年（昭和34年）をピークに減少しているほか、神奈川県川崎では1961年（昭和36年）に降下煤塵の量がピークに達している一方、二酸化硫黄の濃度が急激に上昇している。こうして、黒いスモッグから白いスモッグに替わった。

### 白いスモッグ
1940年代から、自動車の排気ガスの増加に伴い、従来の黒色のスモッグとは異なる白色のスモッグが現れるようになった。
アメリカ・ロサンゼルスでは1944年頃から発生し始め、目・鼻・気道への刺激を特徴としていた。後に、ガソリンの原料である石油に多く含まれる硫黄分に由来する硫黄酸化物、排気に含まれる窒素酸化物と炭化水素が太陽光中の紫外線を受けて反応して生成される光化学オキシダントの2つが、その主成分であることが分かった。従来のスモッグは煤煙を主体とし霧を伴っていたが、このスモッグは晴れた日の昼間に発生し霧を伴わなかったのが特徴で、従来のものと区別して「白いスモッグ」「光化学スモッグ」、また初めて大規模な発生が報告されたロサンゼルスの名をとって「ロサンゼルス型スモッグ」と呼ぶようになった。
光化学スモッグは光化学オキシダントと呼ばれるオゾンやアルデヒド類（R-CHO）といった気体成分と、排気ガス中の硫黄酸化物や窒素酸化物に由来する硝酸塩や硫酸塩といった固体微粒子からなる。
先進国では1970年代から法規制により脱硫装置が普及し硫黄酸化物の排出量が減少、大気中の二酸化硫黄濃度は1990年代までに多くの国でピーク時の6分の1程度まで低下している。一方で窒素酸化物の濃度は多くの国で未だ大きな低下は見られていない。白いスモッグ（光化学スモッグ）は硫黄酸化物の割合が低下して名の通り光化学オキシダントが主体となっている。
日本では、1970年（昭和45年）7月18日に東京杉並区などで発生した光化学スモッグが報道されて以来、広く知られるようになった。国内の光化学スモッグ注意報などの発表延べ日数は、1973年（昭和48年）に300日以上のピークに達している。1984年（昭和54年）には100日以下に減少したが、その後再び100-200日前後に増加し、2000年や2007年には200日を超えるなど21世紀に入っても多く発生している。
日本では、各都道府県及び北九州市が高濃度の大気汚染時に大気汚染注意報を発表する。また光化学スモッグに関しては、翌日に発生が予想される場合は全国（日本国内全域）を対象に「全般スモッグ気象情報」を、当日に発生が予想される場合は各地方を対象に「スモッグ気象情報」を、それぞれ気象庁が発表する。

## スモッグ前線
沿岸地域に汚染源があると、主に昼過ぎから夜にかけて海風が内陸に進入していくとき、高濃度汚染の空気の塊が海風の前面（海風前線面）に捕捉されることがある。その部分をスモッグ前線という。関東平野や大阪平野の海風によく見られる現象である。
光化学スモッグの場合、原因物質から光化学オキシダントが生成されるまで時間がかかるため、沿岸部では発生源が高濃度になることはむしろ少なく、内陸の方で高濃度が観測されることが多い。光化学オキシダントやオゾンの年平均値も沿岸より内陸の方が高い。